# Kokonozi-Moschee

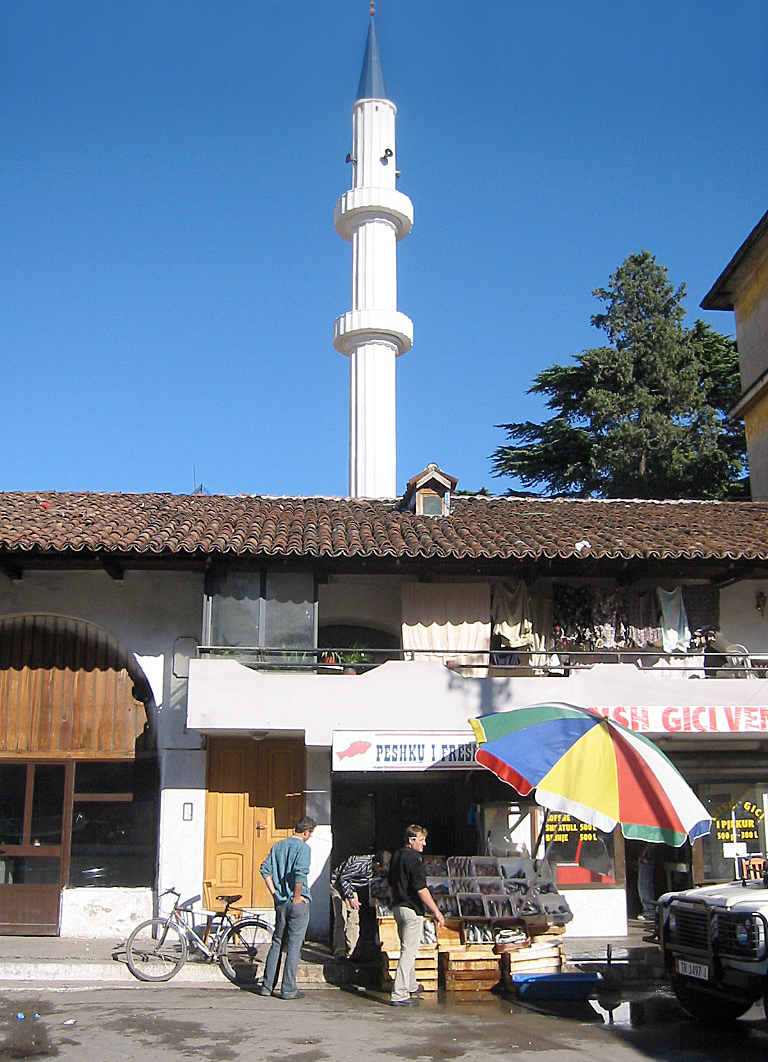
Minarett der Kokonozi-Moschee hinter Häusern des Neuen Basars

Die Kokonozi-Moschee (albanisch Xhamia e Kokonozit), auch Moschee des Mahmud Agha Kokonozi (Xhamia e Mahmut agë Kokonozit) oder Neuer-Basar-Moschee (Xhamia e Pazarit të Ri) ist eine historische Moschee aus der Mitte des 18. Jahrhunderts in Tirana, der Hauptstadt Albaniens.
Die Moschee stammt aus der Osmanischen Zeit: Sie wurde 1775, kurz nach dem Tod des Erbauers, erstmals erwähnt. Das Dokument lässt vermuten, dass die Moschee in den 1750er Jahren erbaut worden ist. Die Gründung der Moschee wird mit der Familie Kokonozi in Verbindung gebracht. Umfangreiche Restaurierungsarbeiten fanden 1853 statt. Der aktuelle Bau wurde 1933 von Xheladin Dibra und Qamil Turkeshi komplett erneuert. Bereits zuvor, im Jahre 1931, entstand neben der Moschee, nördlich vom Avni-Rustemi-Platz, ein neuer Lebensmittelmarkt, der Pazari i ri.
Die Kokonozi-Moschee ist eines der wenigen muslimischen Gotteshäuser in Tirana, das die Hoxha-Diktatur überstand und nicht im Rahmen des 1966 staatlich verordneten Atheismus vollständig zerstört wurde. Die Moschee wurde als Lagerraum für Lebensmittel und Tabak genutzt. Am 18. Februar 1991 wurde die Moschee nach einer Reinigung der Räumlichkeiten wiedereröffnet. Ab 1999 wurde das einsturzgefährdete Haus renoviert. 2003 wurde das im Jahr 1967 zerstörte Minarett wieder errichtet; es ist in seiner neuen Form das einzige Minarett Tiranas mit zwei Scherefes (Balkone). Ursprünglich verziert, sind die zwei Balkone des weiß verputzten Minaretts heute schmal und schlicht.
Das Gebäude ist zehn Meter lang und acht Meter breit. Die Moschee enthält eine Kuppel, die aber von einem Dach umgeben wird. Die unteren Fenster sind in gotischem Stil errichtet. Die einst reichen Wandmalereien sind, bis auf Partien an der Decke und in der Kuppel nicht mehr erhalten.